# Raymond Williams

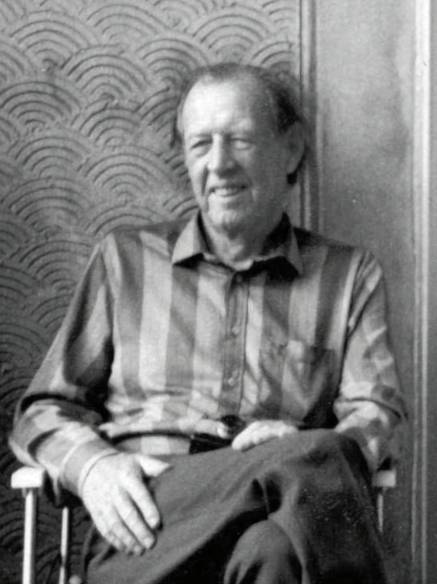
Raymond Williams in den 1980er Jahren

Raymond Williams (* 31. August 1921 in Llanfihangel Crucorney, Wales; † 26. Januar 1988) war ein britischer marxistischer Kulturtheoretiker und gilt als Begründer der Cultural Studies.

## Leben
Raymond Williams wurde als Sohn einer Eisenbahnerfamilie im ländlichen Grenzland von Wales geboren. Er gehörte zur ersten Generation britischer Arbeiterkinder, die es in die höheren Bildungsinstitutionen schafften. Nach einem Studium am Trinity College in Cambridge unterrichtete er mehrere Jahre in der Erwachsenenbildung, bevor er als Professor für dramatische Kunst an die Universität von Cambridge (1974–1983) berufen wurde. Als bekennender Sozialist interessierten ihn vor allem die Beziehungen zwischen Sprache, Literatur und Gesellschaft. Er publizierte zahlreiche Bücher, Essays und Artikel zu diesen und anderen Themen.
In seiner Arbeit Culture and Society 1780–1950 (1958) gelangte er zu seiner vielzitierten Definition von Kultur als „umfassender Lebensweise“, „als Weg, alle unsere gemeinsamen Erfahrungen darzustellen“. In dieser Definition zeigt sich Williams’ Bereitschaft, literarische Textanalyse auf einen weiteren Gegenstandsbereich auszudehnen. Im letzten Kapitel von Culture and Society tritt Williams den in der damaligen Kulturwissenschaft elitären Vorstellungen gegen eine Populärkultur entgegen. Massenhafte Verbreitung bestimmt noch nicht die Qualität eines Artefaktes, Qualität müsse innerhalb der Kunstgattung bestimmt werden. Damit bleibt ästhetischer Wert als prinzipielle Kategorie erhalten.
In Williams zweiter für die Kulturwissenschaften bestimmenden Arbeit The Long Revolution (1961) definiert er Kultur als Lebensweise, die sich im Alltagsverhalten und in der Arbeitswelt ebenso wie in Kunst und Literatur ausdrückt. Ihm gelang damit ein Paradigmenwechsel von einem „Kultur“-Verständnis als „verfeinerte Lebensweise, Lebensart“ hin zum sogenannten lebensweltlichen „weiten Kulturbegriff“.
Er engagierte sich lebenslang in politischen Basisbewegungen – in den 1950er und 1960er Jahren innerhalb der Neuen Linken, in den 1970er Jahren in walisischen und ökosozialistischen Zusammenhängen, in den 1980er Jahren zum Beispiel zugunsten der großen Bergarbeiterstreiks. 1967 veröffentlichte er zusammen mit Edward P. Thompson und Stuart Hall das „May Day Manifesto“, eine Streitschrift zum 1. Mai, in der die Autoren mit der sozialdemokratischen Labour-Regierung abrechneten und deren technokratisches Gesellschaftsdenken aufzeigten.
Seit 1989 existiert die Raymond Williams Society, die u. a die Zeitschrift Key Words: A Journal of Cultural Materialism herausgibt und sich um die Erforschung der von Williams selbst bearbeiteten Themen bemüht.

## Schriften (Auswahl)
- Reading and Criticism (1950)
- Drama from Ibsen to Eliot (1952)
- Culture and Society 1780–1950 (1958); übersetzt von Heinz Blumensath: Gesellschaftstheorie als Begriffsgeschichte, Studien zur historischen Semantik von „Kultur“ (1972)
- The Long Revolution (1961)
- Orwell (1971)
- Television: Technology and Cultural Form (1974)
- Keywords: a vocabulary of culture and society (1976)
- People of the Black Mountains, a semi-fictional history
- Marxism and Literature (1977)
- Politics and Letters: Interviews with „New Left Review“ (1981)
- The Politics of Modernism: Against the New Conformists
- A trilogy of novels, Border Country (1960), Second Generation (1964), and The Fight for Manod (1979)
- Studies in social history, politics, cultural studies and communications.
- Introduction and Culture (1983)
- Politics and Letters. Interviews with New Left Review (2015)